# Gottfried Jacob Jänisch (Mediziner, 1707)

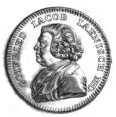
Gottfried Jacob Jänisch auf einer Gedenkmünze von 1778

Gottfried Jacob Jänisch (* 14. Juni 1707 in Hamburg; † 28. März 1781 in Hamburg) war ein deutscher Arzt und Freimaurer in der Zeit der Aufklärung.

## Leben und Wirken
Gottfried Jacob Jänisch war ein Sohn des aus Schlesien stammenden Arztes Ephraim Jänisch. Er war Schüler des Johanneums und besuchte das akademische Gymnasium. Er studiert an der Universität Helmstedt und wurde dort mit der Schrift Vom Nutzen der Dampfbäder und des Räucherns in Heilung der Krankheiten unter Brandan Meibom am 25. Mai 1734 zum Doktor der Medizin promoviert. Nach seinem Studium kehrte er nach Hamburg zurück und galt bald als einer der anerkanntesten Ärzte der Stadt. Am 19. Juni 1748 heiratete er eine Tochter des Hamburger Senators Rudolph Berenberg (1715–1764), mit der er fünf Söhne und eine Tochter hatte. Ein gleichnamiger Sohn Gottfried Jacob Jänisch wurde ebenfalls Arzt in Hamburg wie auch sein Sohn Cornelius. Sein Sohn Rudolph Jänisch wurde Hauptpastor in Hamburg.
In den Bund der Freimaurer wurde er am 18. Dezember 1743 aufgenommen. Nach dem Rückzug von Matthias Albert Luttman wurde er am 22. Mai 1760 zum Provinzial-Großmeister gewählt.
Seine umfangreiche Bibliothek umfasste 32.000 Bände. Nach seinem Tode wurde sie in sieben Kategorien unterteilt ab dem Jahr 1782 bis 1787 meistbietend versteigert.
Zusätzlich besaß er ein Naturalienkabinett, bestehend aus Schnecken, Muscheln, Korallen, ausgestopften Vögeln und Fischen und zahlreichen Versteinerungen. Dazu gehörte ebenso eine Elektrisiermaschine, Luftpumpen, eine Materia medica und zahlreiche Sammlungsschränke. Diese Dinge wurden zu Jahresbeginn 1784 durch den Makler Peter Texier versteigert.

## Schriften (Auswahl)
- De usu vaporationum et suffituum in curatione morborum. Schnorr, Helmstedt 1734 – Dissertation

## Porträts
- Johann August Rossmäßler: Bildnis Gottfried Jacob Jaenisch d. Ä. Kupferstich, 106 × 75 mm (Blatt), (online, Digitaler Porträtindex, Bildarchiv Foto Marburg)